# Aporosa cardiosperma
Aporosa cardiosperma là một loài thực vật có hoa trong họ Diệp hạ châu. Loài này được (Gaertn.) Merr. mô tả khoa học đầu tiên năm 1954. Chúng là loài đặc hữu của Sotuh-West Sri Lanka.

## Hình ảnh

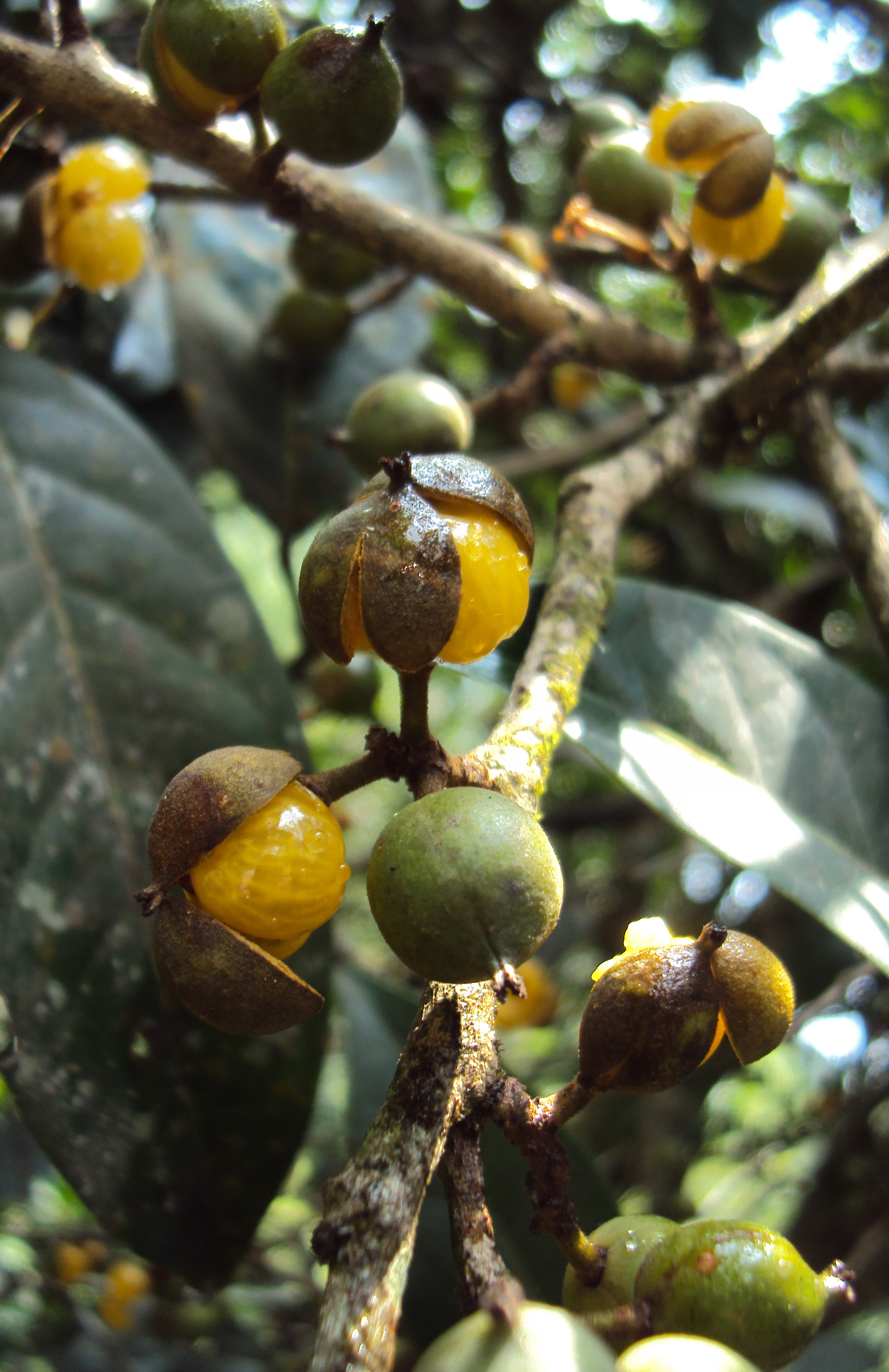
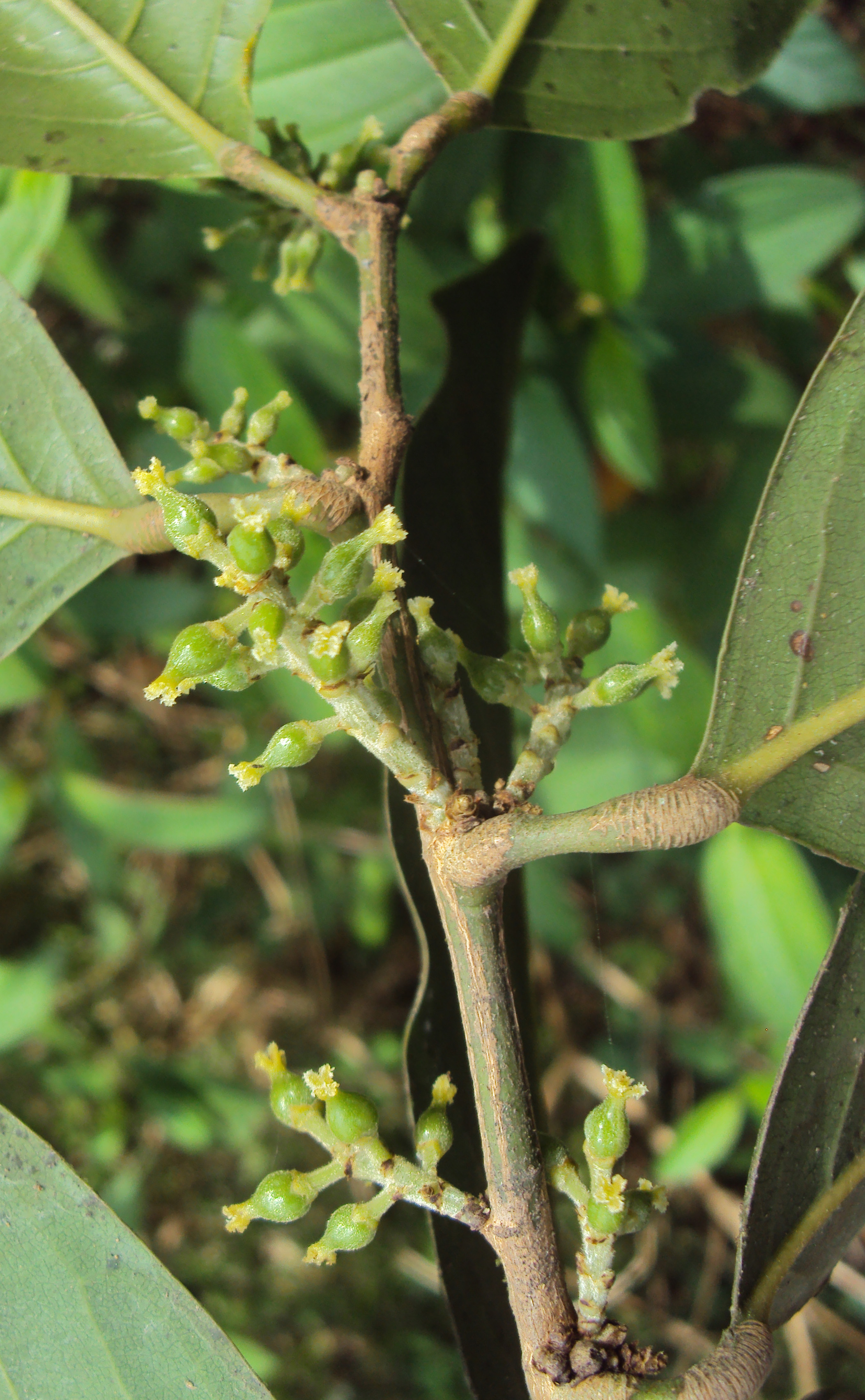
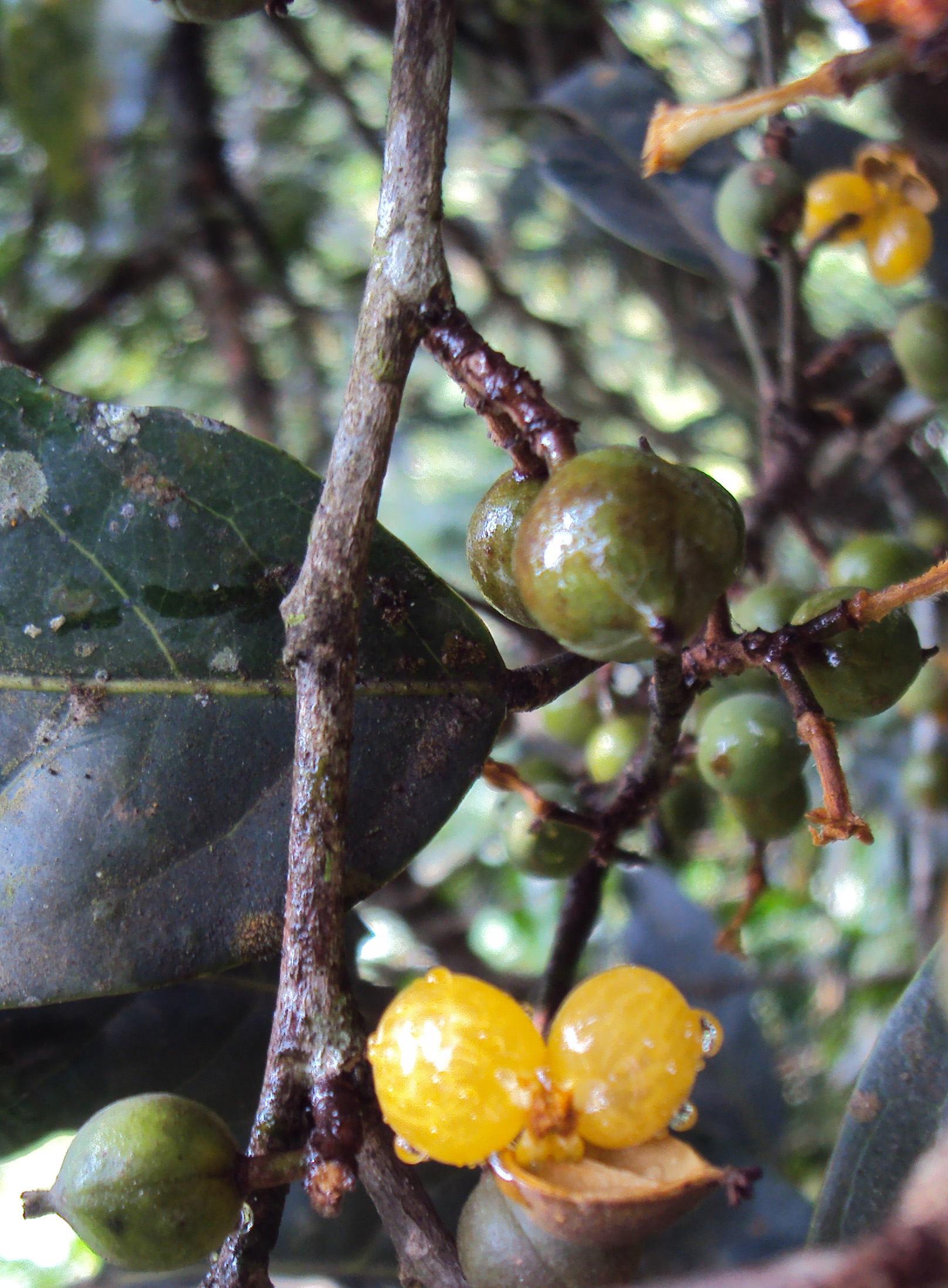
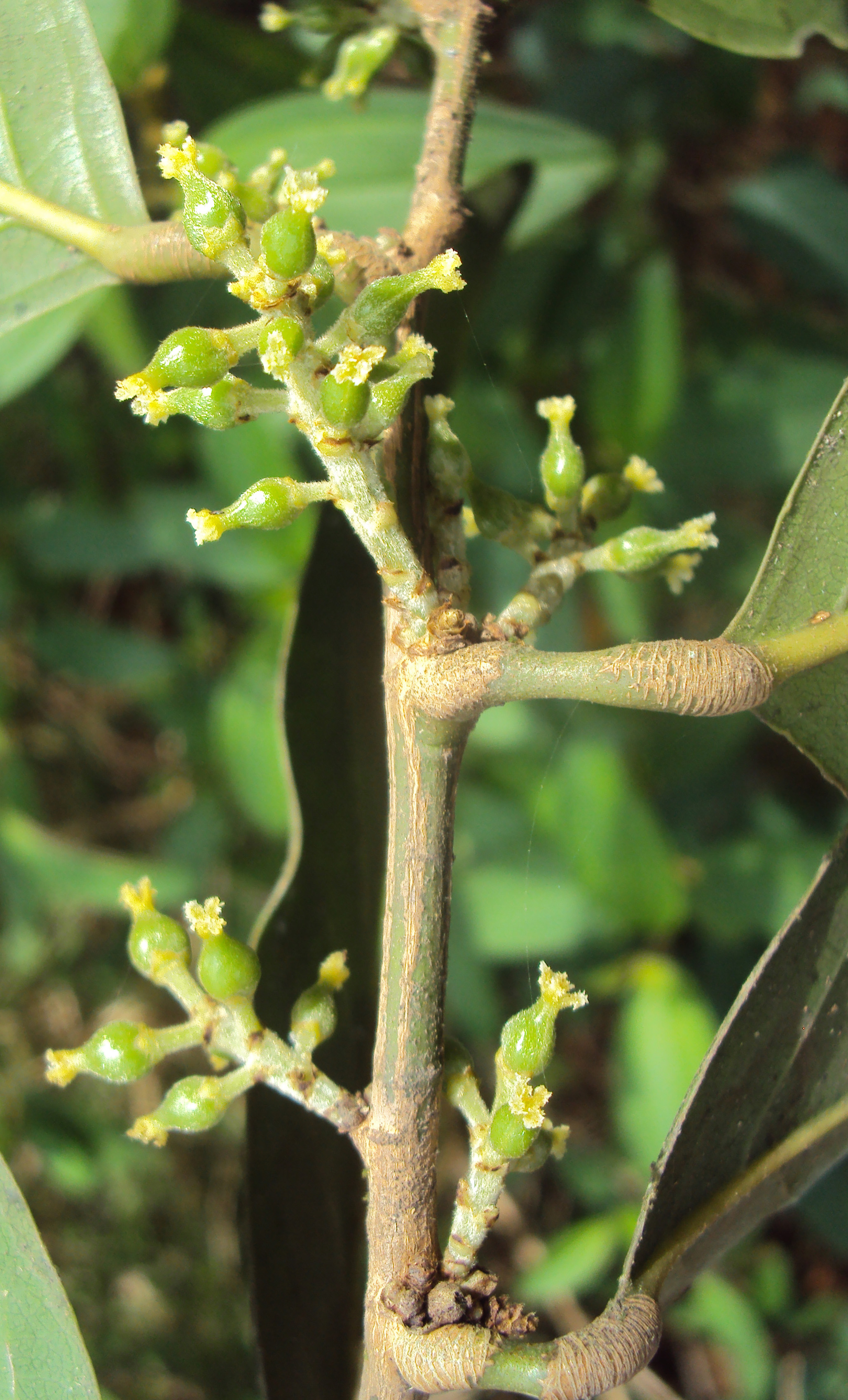
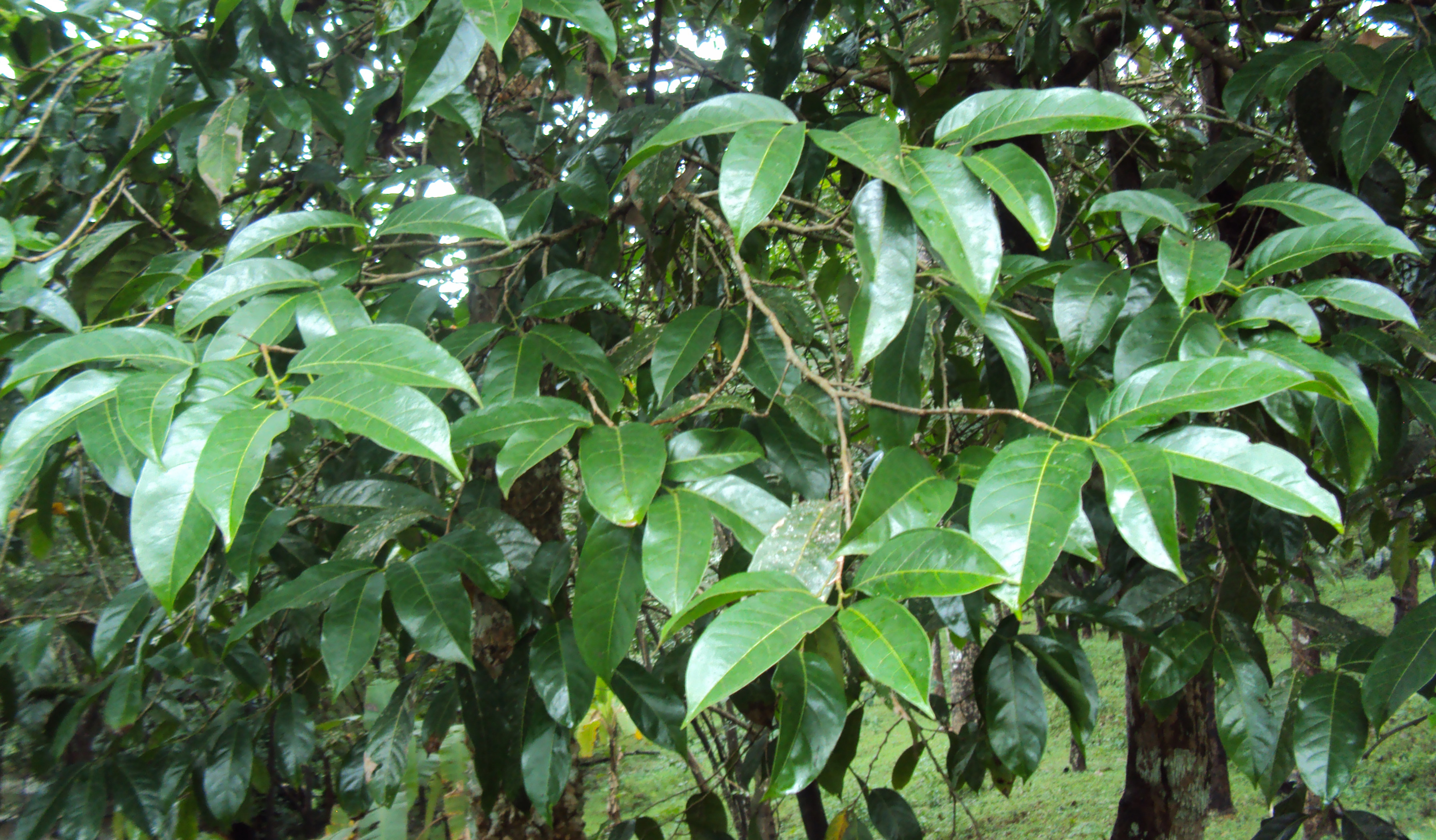